# Allan Lawrence
Allan Lawrence (Australia, 9 de julio de 1930-15 de mayo de 2017) fue un atleta australiano, especializado en la prueba de 10000 m en la que llegó a ser medallista de bronce olímpico en 1956.

## Carrera deportiva
En los JJ. OO. de Melbourne 1956 ganó la medalla de bronce en los 10000 metros, corriéndolos en un tiempo de 28:56.3 segundos, llegando a meta tras el soviético Vladimir Kuts que con 28:45.6 s batió el récord olímpico, y el húngaro József Kovács (plata).